# 島津久房 (求馬)
島津 久房（しまづ ひさふさ、寛文13年4月10日（1673年5月26日） - 享保17年11月1日（1732年12月17日））は、江戸時代中期の薩摩藩士。島津光久の十八男。島津氏分家で準五男家とも言われる岩崎島津家祖。家格一所持格。幼名は千代徳。通称は主馬、求馬。諱は久房。島津継豊の側室・登免の父で、島津重年の外祖父である。組頭番頭を務め、小林郷地頭を兼任。

## 年譜
- 延宝7年（1679年）：当時、藩主世子であった甥の綱貴より加冠されて元服。
- 延宝8年（1680年）：通称を求馬に改名。
- 元禄8年（1695年）：岩崎（現在の鹿児島市）に宅地を与えられる。このため分家後、久房の家は岩崎島津家あるいは岩崎家と云う。
- 元禄14年（1701年）11月14日：前の月に分家した異母兄の大蔵久明の例に倣い、同母兄の島津久記とともに藩主家より分家する。久明の家は準二男家、久記の家を準四男家、久房の家は準五男家とされた。
- 宝永2年（1705年）：諸県郡小林郷地頭に就任。
- 宝永3年（1706年）：五番組頭に就任。
- 宝永5年（1708年）：二番組頭に転ず。
- 正徳元年（1711年）：家格一所持格に列せられる。また、同家の次男以下は柳氏を称し、通字として房の字を使うことを命じられる。
- 享保14年2月11日；娘の登免が島津継豊の次男、善次郎を生む。

## 家族
- 父：島津光久
- 母：濱田勘左衛門純昌の娘[1]
- 同母兄弟：島津久記（島津準四男家の祖）
- 妻：川上久重の娘
- 子女
  - 島津久教（父の家督を相続）
  - 登免（崧松院殿、島津重年の生母）